# Вознесенское сельское поселение (Архангельская область)
Вознесенское сельское поселение или муниципальное образование «Вознесенское» — упразднённое муниципальное образование со статусом сельского поселения в составе Приморского муниципального района Архангельской области России.
Соответствует административно-территориальной единице в Приморском районе — Вознесенскому сельсовету.
Административный центр находился в деревне Вознесенье.

## География
Сельское поселение находилось к северу от Цигломенского округа города Архангельск (за Никольским рукавом Северной Двины) и к западу от Пустошинского сельского поселения. Расположено на трёх островах в дельте Северной Двины: остров Андрианов, остров Кего и остров Тиноватик.

## История
Муниципальное образование было образовано в 2006 году.
В 2015 году муниципальное образование было упразднено путём объединения Вознесенского, Пустошинского и Ластольского сельских поселений в одно муниципальное образование Островное сельское поселение с административным центром в селе Вознесенье.
В 1900 году из Вознесенской волости 2 стана выделена Пустошинско-Амосовская волость того же стана.
В 1924 году в состав Вознесенской волости Архангельского уезда Архангельской губернии вошли Конецдворская и Чубонаволоцкая волости, Кудьмозерское сельское общество и Никольский Корельский монастырь Кудьмозерской волости.

## Население
| 2005  | 2007  | 2010  | 2011  | 2012  | 2013  | 2014  |
| ----- | ----- | ----- | ----- | ----- | ----- | ----- |
| 1165  | →1165 | ↘1065 | ↘1061 | ↘1056 | ↗1079 | ↘1048 |
| 2015  |       |       |       |       |       |       |
| ↘1025 |       |       |       |       |       |       |

## Состав сельского поселения
| №  | Населённый пункт    | Тип населённого пункта       | Население |
| -- | ------------------- | ---------------------------- | --------- |
| 1  | Андрианово          | деревня                      | ↗44       |
| 2  | Большая Федоровская | деревня                      | ↗20       |
| 3  | Брательское         | деревня                      | ↘6        |
| 4  | Верхнее Рыболово    | деревня                      | ↗4        |
| 5  | Вознесенье          | село, административный центр | ↗446      |
| 6  | Волочек             | деревня                      | ↘2        |
| 7  | Гневашево           | деревня                      | ↘14       |
| 8  | Голова              | деревня                      | →27       |
| 9  | Долгое              | деревня                      | ↗5        |
| 10 | Заручей             | деревня                      | ↘31       |
| 11 | Захарово            | деревня                      | ↗20       |
| 12 | Зворково            | деревня                      | ↘10       |
| 13 | Курган              | деревня                      | ↗29       |
| 14 | Кяростров           | деревня                      | ↘337      |
| 15 | Мяндино             | деревня                      | →3        |
| 16 | Нижнее Рыболово     | деревня                      | ↗48       |
| 17 | Одино               | деревня                      | ↘50       |
| 18 | Осинник             | деревня                      | →0        |
| 19 | Пустой Двор         | деревня                      | →3        |
| 20 | Студименское        | деревня                      | ↘6        |
| 21 | Тиноватик           | деревня                      | ↘2        |
| 22 | Тойватово           | деревня                      | ↘3        |

### Карты
- [mapq37.narod.ru/map1/iq37128129130.html Топографическая карта Q-37-128,129,130. Архангельск — 1 : 100 000]